# 趣味の園芸ビギナーズ
『趣味の園芸ビギナーズ』（しゅみのえんげいビギナーズ）とは、NHK教育テレビで放送されていた趣味番組である。2016年3月27日に放送を終了した。

## 概要
教育テレビの長寿番組である『趣味の園芸』の関連番組として2008年4月6日放送開始。
2008年度は、園芸未経験者を対象に、花のある暮らしの楽しさをテーマとした内容で、2009・2010年度の『趣味の園芸』の「フルール」のコーナーに近い構成であった。2008年度の最終回には、『趣味の園芸』司会の山田香織がゲスト出演した。
しかし、2009年度からは一転してオーソドックスな園芸番組となり、数週交代で登場する講師陣が園芸の基本作業を解説する形になった。2011年度はさらに構成が変わり、3ヶ月ごとに特定のテーマを設定して送る。

## 出演者

### 司会・講師

#### 2008年度
- 吉武遥 - ナビゲーター

#### 2009・2010年度
- 出演者は週替わり。レギュラー出演者は設けていない。

#### 2011年度
- 4月 - 6月 「ガーデニングデビュー12の扉」

天野麻里絵 - ガーデナー
- 7月 - 9月 「快適コンテナガーデン12の扉」

奥隆善 - 育種家、園芸研究家
- 10月 - 12月 「基本バッチリ!果樹栽培12の扉」

三輪正幸 - 千葉大学環境健康フィールド科学センター助教
- 1月 - 3月　「華やかコンテナガーデン12の扉」

上田広樹 - 園芸家

#### 2012年度
- 4月 - 6月 「わくわく!コンテナ野菜12の扉」

北条雅章 - 千葉大学環境健康フィールド科学センター准教授、農学博士
- 7月 - 9月 「やさしいハーブレッスン12の扉」

高浜真理子 - 園芸研究家
- 10月 - 12月 「小さなスペースでガーデニング12の扉」

大出英子 - 進化生物学研究所客員研究員
- 1月 - 3月 「お部屋であったかガーデニング12の扉」

杉井志織 - 園芸研究家

#### 2013年度
- 4月 - 6月 「かわいい花で始めるガーデニング12の扉」

間室みどり - 園芸研究家
- 7月 - 9月 「観葉植物と涼しく暮らそう12の扉」

河村さおり - 園芸家
- 10月 - 12月 「育てた花でアレンジメント12の扉」

深野俊幸 - フラワーデザイナー
- 1月 - 3月 「冬はお部屋で多肉植物12の扉」

野里元哉 - 園芸研究家

#### 2014年度
- 4月 - 6月 「漢方でもおなじみ おいしい植物」

北条雅章 - 千葉大学環境健康フィールド科学センター准教授、農学博士
- 7月 - 9月 「夏を楽しむトロピカルプランツ」

小川恭弘 - 園芸研究家
- 10月 - 12月 「秋からはゆっくりガーデニング」

天野麻里絵 - ガーデナー
- 1月 - 3月 「冬の小さなインテリアプランツ」

大滝暢子 - ガーデンデザイナー

#### 2015年度
- 4月 - 6月・10月 - 3月「春は楽しい!はじめてのガーデニング」・「秋らしさを葉や実でプラス」・「はじめてのガーデニング ～冬の第三ステップ～」

光浦靖子
- 7月 - 9月「あるある実験!ガーデニング研究所」

コケぱぱ（声-高橋克実）
コケちび（声-鈴木福）

### ナレーション（2014年度まで）・ナレーター（2015年度）
2015年7月 - 9月はなし
- 川原慶久（2015年4月 - 2015年6月・2015年10月 - 2016年3月）
- 大浦冬華（2015年1月 - 2015年3月）
- 伊瀬茉莉也（2011年4月 - 2014年12月）
- 笠原留美（2009年4月 - 2011年3月）

## 放送時間

### 本放送
2008年度
- 日曜日8:55 - 9:00（『趣味の園芸』の後に放送。同番組の後、『趣味の園芸』各関連番組の宣伝を挟みそのまま接続していた。2009年度以降はこのような演出はない）

2009年度 -
- 日曜日8:25 - 8:30（『趣味の園芸 やさいの時間』と『趣味の園芸』の間に放送）

### 再放送
2008年度
- 毎月最終週 月 - 木11:55-12:00, 21:55 - 22:00

2009年度
- 金曜日10:25 - 10:30

2010 - 2011年度
- 金曜日9:25 - 9:30

2012年度
- 土曜日21:55 - 22:00

2013年度・2014年度
- 水曜日12:50 - 12:55（2014年度のみ）
- 金曜日21:55 - 22:00

2015年度
- 木曜日12:25 - 12:30
- 金曜日21:25 - 21:30

## 関連番組
- 趣味の園芸（教育テレビ）
  - 趣味の園芸プラス（総合テレビ、終了）
  - 趣味の園芸 やさいの時間（教育テレビ）